# 고산 김씨
고산 김씨(高山金氏)는 전북특별자치도 완주군를 본관으로 하는 한국의 성씨이다.
시조 김환(金紈)은 조선에서 문과에 급제하고 전적을 역임했다고 한다.

## 참고 자료
- “고산김씨(高山金氏)”. 뿌리를 찾아서.[깨진 링크(과거 내용 찾기)]